# Les Contes de Beedle le Barde
Les Contes de Beedle le Barde (titre original : The Tales of Beedle the Bard) est un livre pour enfants de la romancière britannique J. K. Rowling. Il est présenté comme issu du monde de Harry Potter, prétendument traduit par Hermione Granger d'après les runes originales de Beedle le Barde et accompagné de commentaires d'Albus Dumbledore.
Ce livre est originellement produit de façon très limitée en sept exemplaires manuscrits et illustrés par J. K. Rowling. Fin 2007, l'une des copies est mise aux enchères avec une espérance de vente à 50 000 livres sterling ; c'est finalement la société Amazon.com qui remporte la vente pour 1,95 million de livres sterling (approximativement 2,6 millions d'euros), établissant un record de vente pour un manuscrit contemporain,,. L'argent remporté revient intégralement à la campagne The Children's Voice menée par l'œuvre de charité Children's High Level Group,.
Après que les fans ont exprimé leur déception de ne pouvoir accéder au livre, J. K. Rowling annonce sur son site officiel qu'une version pour le grand public sera éditée. Elle paraît le  4 décembre 2008 dans de nombreuses langues. Les recettes obtenues reviennent là aussi au Children's High Level Group,.
Le conte Le Conte des trois frères apparait dans le film Harry Potter et les Reliques de la Mort, partie 1 raconté par Hemione.

## Dans la sagaHarry Potter

Le symbole des Reliques de la Mort, découvert par Hermione dans Le Conte des trois frères.

Les Contes de Beedle le Barde apparaissent pour la première fois en 2007 en tant que recueil fictionnel nécessaire à l'intrigue de Harry Potter et les Reliques de la Mort, septième et dernier tome de la série Harry Potter de J. K. Rowling. Le livre est légué à Hermione Granger par Albus Dumbledore, directeur de l'école de sorcellerie Poudlard. Il est décrit comme un recueil populaire de contes pour enfants dans le monde de la magie, c'est pourquoi Ron Weasley connaît les histoires qu'il contient contrairement à Harry Potter et Hermione Granger qui ont été élevés dans le monde Moldu.
L'exemplaire qu'Hermione reçoit dans le testament de Dumbledore est une copie de l'édition originale. Le livre est décrit comme petit et a l'air ancien, avec une reliure maculée se décollant par endroits. Sur la couverture, le titre est écrit en runes gravées dans le cuir.
Le recueil sert à introduire les Reliques de la Mort dans l'histoire. En parcourant l'histoire du Conte des trois frères, Hermione Granger découvre un étrange symbole identifié plus tard comme le symbole des Reliques par Xenophilius Lovegood. Il s'agit d'un triangle dans lequel s'inscrit un cercle, le tout étant traversé par un trait vertical. Le triangle représente la cape d'invisibilité, le cercle symbolise la Pierre de Résurrection, et le trait vertical exprime la Baguette de Sureau.
Outre le symbole, ces trois objets sont mentionnés dans l'histoire elle-même : ils sont donnés par la Mort aux frères Peverell qui s'avèrent être des ancêtres de Harry Potter. Vers la fin du roman, Albus Dumbledore confirme le lien entre Harry et les Peverell, et exprime l'idée que les trois frères puissent être en réalité les créateurs des Reliques.

## Rédaction et publication

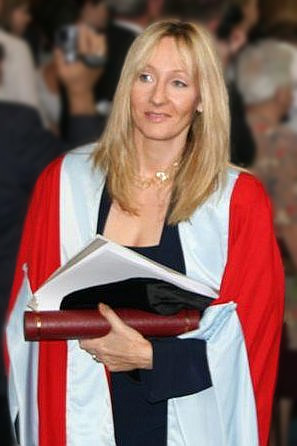
Une photo prise de J. K. Rowling, in 2006.

J. K. Rowling a commencé à rédiger les Contes de Beedle le Barde  très peu de temps après avoir fini le septième tome de Harry Potter. Lors d'une interview avec ses fans, elle explique s'être inspirée d'autres livres pour écrire les contes. Particulièrement pour Le Conte des trois frères (le seul entièrement rédigé dans Les Reliques de la Mort), inspiré du Conte du Vendeur d'indulgences extrait des Contes de Canterbury de Geoffrey Chaucer.

### Édition manuscrite en sept exemplaires
Originellement, sept exemplaires sont entièrement rédigés à la main et illustrés par l'auteur elle-même[réf. souhaitée]. Les livres sont reliés avec une couverture de cuir marron, et décorés d'ornements d'argent gravés à la main accompagnés de pierres semi-précieuses : un travail de l'orfèvrerie et bijouterie Hamilton & Inches située à Édimbourg,. Chaque pièce d'argent représente l'une des cinq histoires. J. K. Rowling a également tenu à ce que chaque copie soit agrémentée d'une unique variété de pierres semi-précieuses.
Six de ces copies manuscrites sont spécialement dédicacées et offertes par J. K. Rowling aux personnes ayant le plus contribué à la série Harry Potter,. Dans un premier temps, les destinataires ne sont pas identifiés, puis deux d'entre eux sont évoqués. Le premier, Barry Cunningham, fut le tout premier éditeur de Harry Potter. Le second, Arthur A. Levine, est l'éditeur américain de la série chez Scholastic. Cunningham et Levine ont prêté leurs copies personnelles des Contes de Beedle le Barde pour des expositions en décembre 2008,.
La septième copie manuscrite se distingue avec la pierre de lune pour ses incrustations. J. K. Rowling décide de la vendre aux enchères pour la campagne de charité The Children's Voice.

« L'idée m'est venue parce que j'avais vraiment très envie de remercier six personnes qui ont eu un rôle clé et qui étaient très proches de la série Harry Potter, des personnes pour qui un simple bijou n'aurait pas suffi. Donc j'ai eu l'idée de leur écrire un livre, un livre écrit à la main et illustré, uniquement pour ces six personnes. Et puis... si j'en fais déjà six je peux bien en faire sept, et ce septième livre ira à cette cause qui me tient vraiment à cœur. »

— J. K. Rowling

### Vente aux enchères
Le septième exemplaire, lors de la mise aux enchères organisée par Sotheby's à Londres, a finalement été cédé à Amazon pour la somme de 1 950 000 livres sterling.

### Publication à grande échelle
Le 31 juillet 2008, J. K. Rowling annonçait sur son site Internet que le livre allait être publié. C'est le site Amazon qui a mis le livre (en anglais) en vente à partir du 4 décembre 2008. Il en existe deux versions : standard et limitée. Les bénéfices seront reversés à l'association Children’s High Level Group.
Le 27 août 2008, la maison d'édition allemande Carlsen a annoncé qu'elle allait publier et traduire les Contes de Beedle le Barde en allemand. La sortie a été prévue le même jour que la version anglaise, soit le 4 décembre 2008.
Le 28 août 2008, la maison d'édition française Gallimard a annoncé dans un communiqué de presse officiel qu'elle allait publier et traduire les Contes de Beedle le Barde en français. La date de sortie a été prévue, elle aussi, le 4 décembre 2008. Il a été tiré à 250 000 exemplaires.

### Adaptation au cinéma
Pour l'adaptation au cinéma, dans le cadre du film Harry Potter et les Reliques de la Mort, partie 1, ce sont Miraphora Mina et Eduardo Lima qui se sont occupés des éléments graphiques, comme les étiquettes, les affiches ou les couvertures de livres. La production souhaitait que le design du livre, tenu par le personnage d'Hermione Granger dans le film, montre que « même s'il s'agit d'un livre pour enfant, il n'est pas exempt d'une certaine gravité ».

« Un jour, J. K. Rowling vient sur le plateau pendant le tournage de Harry Potter et les Reliques de la Mort, partie 1. Le producteur David Heyman lui montre Les Contes de Beedle le Barde. Elle l'a regardé en disant qu'il lui en fallait absolument un exemplaire, se souvient Lima. On a répondu qu'il n'était pas encore prêt, qu'elle devait attendre qu'on ait fini. Elle a dit d'accord et elle m'a rendu le livre. Puis elle est revenue deux secondes après en disant : "Je suis désolée mais, il faut que je le prenne maintenant". Et elle m'a serré très fort dans ses bras. On était un peu perplexe, mais elle est tellement adorable qu'on ne pouvait pas lui dire non ! " »

— Eduardo Lima

### En livre audio
Le 26 février 2020, WizardingWorld.com, le site officiel relatif au monde des sorciers de J. K. Rowling, a informé que Les contes de Beedle le Barde sortirait en livre audio le 31 mars 2020, sur la plateforme Amazon : Audible.com.

## Contes
Les contes sont au nombre de 5, soit :
- Le Sorcier et la Marmite sauteuse (titre original : The Wizard and the Hopping Pot) ;
- La Fontaine de la bonne fortune (titre original : The Fountain of Fair Fortune) ;
- Le Sorcier au cœur velu (titre original : The Warlock's Hairy Heart) ;
- Babbitty Lapina et la Souche qui gloussait (titre original : Babbitty Rabbitty and her Cackling Stump) ;
- Le Conte des trois frères (titre original : The Tale of the Three Brothers).

### Le Sorcier et la Marmite sauteuse
C'est l'histoire d'un vieux sorcier possédant une marmite. Étant de nature généreuse et pro-moldue, il aidait volontiers ses voisins moldus. Vint le jour de sa mort et son fils hérita de sa marmite sauteuse.
Lui n'aimait pas les moldus, et n'était guère généreux. Il ne comprit pas le message au fond de la marmite : « J'espère que tu l'utiliseras pour aider les gens, et qu'elle n'aura jamais le besoin de se manifester. »
Peu après, une paysanne vint demander de l'aide au sorcier pour guérir sa petite fille qui avait attrapé des verrues. Mais le sorcier sans cœur lui claqua la porte au nez. Aussitôt, sous la marmite apparait un pied de cuivre unique. Elle commença à sauter et à se couvrir de verrues. Le lendemain, un paysan vint demander l'aide du sorcier pour qu'il retrouve son âne perdu dans la forêt. Le sorcier refusa et lui claqua la porte au nez. Aussitôt fait, la marmite, en plus de se couvrir d'autres verrues, se mit à hurler comme un âne terrifié et perdu. Plus tard, une jeune femme vint quérir l'aide du sorcier pour qu'il guérisse son bébé, souffrant de mille maux. Le sorcier refusa de la même manière et lui claqua la porte de la même manière. En plus de braire comme un âne et de se couvrir de milliers de verrues, la marmite commença à pleurer comme un bébé et à se remplir de larmes. De nombreux gens vinrent demander l'aide du sorcier, qui refusait à chaque fois. Et à chaque fois, la marmite mimait les souffrances des personnes venues mander son aide.
À la fin, le sorcier, n'en pouvant plus de passer des nuits blanches à cause de la marmite qui avait résisté à ses sorts et qui l'avait suivi, se mit à concocter une potion pour apaiser les souffrances du bébé. D'un sortilège, il ramena l'âne à son paysan, fit disparaître les verrues de la petite fille pendant son sommeil et aida tous les gens qui en avaient besoin. Depuis ce jour, il devint serviable, généreux et pro-moldu.

### La Fontaine de la bonne fortune
Dans un jardin enchanté entouré de grands murs et protégé par de puissants sortilèges jaillissait la fontaine de la bonne fortune. Une fois par an, un seul et unique malheureux peut tenter d'atteindre la fontaine afin de se baigner dans ses eaux et de recevoir à tout jamais la Bonne Fortune. Des centaines de personnes, de toute condition, viennent le jour dit en espérant être celui qui parviendrait à entrer dans le jardin.
Trois sorcières se rencontrent. La première se nomme Asha, est affectée d'une maladie qu'aucun guérisseur ne peut soulager et espère recouvrer la santé. La deuxième se nomme Altheda, a été volée par un sorcier malfaisant et espère sortir de la pauvreté. La troisième se nomme Amata, a été abandonnée par son bien-aimé et espère apaiser son chagrin. Les trois sorcières décident de s'allier.
Au premier rayon de soleil, une plante grimpante s'enroule autour d'Asha. Elle attrape le poignet d'Altheda, qui saisit à son tour la robe d'Amata. Mais Amata se prend dans l'armure d'un chevalier Moldu, Sir Sanchance. Les quatre se retrouvent dans le jardin.
Comme une seule personne peut se baigner, les deux premières sorcières sont en colère contre la troisième qui a amené accidentellement un concurrent avec elles. Sir Sanchance prend conscience qu'il a affaire à des sorcières et déclare son intention de se retirer, mais Amata lui demande de les aider à atteindre la fontaine.
Le groupe est confronté à trois obstacles. Tout d'abord ils rencontrent un ver qui les invite à payer avec la preuve de leur douleur. Après plusieurs essais infructueux, Asha est désespérée et se met à pleurer. Le ver s'abreuve des larmes et les laisse passer. Ensuite ils sont confrontés à une pente raide qui les invite à payer avec le fruit de leur labeur. Après plusieurs heures d'escalade où ils n'avancent pas d'un pas, Altheda, qui marche plus vite, s'essuie le front. Les gouttes de sueur tombent sur le sol et ils peuvent enfin passer. Enfin, ils font face à un cours d'eau qui les invite à payer avec le trésor de leur passé. Amata comprend la première et arrache les souvenirs avec son bien-aimé et les laisse tomber dans l'eau. Des pierres émergent et ils peuvent traverser.
Ils arrivent enfin à la fontaine et il leur faut choisir qui va se baigner. À ce moment, Asha, épuisée par les efforts, s'effondre sur le sol. Altheda cueille les herbes près de la fontaine et prépare une potion qu'elle verse dans la bouche d'Asha. Asha est guérie et déclare qu'elle n'a plus besoin de la fontaine. Altheda pense pouvoir faire fortune avec les herbes et déclare qu'elle n'a plus besoin de la fontaine. Amata a vu emporter tous ses regrets par le cours d'eau et déclare que Sir Sanchance devrait se baigner dans la fontaine. Après s'être baigné, étourdi par sa chance, le chevalier demande à Amata de lui accorder sa main et son cœur.
Les trois sorcières et le chevalier eurent une longue vie de bonheur et aucun d'eux ne soupçonna que les eaux de la fontaine ne recelaient aucun enchantement.

### Le Sorcier au cœur velu
L'histoire parle d'un jeune sorcier beau, riche et talentueux qui trouvait que ses amis devenaient sots quand ils tombaient amoureux. Il décida donc de s'arracher le cœur et de le sceller. Plus tard, il décida de trouver une épouse, non pas par amour mais par orgueil, après avoir entendu ses serviteurs rire de lui. Il fixa son attention sur une jeune sorcière aux dons prodigieux et d'une grande beauté. Il organisa un festin en l'honneur de la jeune fille. Comme elle ne croyait pas qu'il avait un cœur, il lui montra donc son organe, qui était devenu velu. Elle le supplia de le remettre dans sa poitrine, ce qu'il fit. Tout de suite après, il distingua la beauté de la jeune fille mais le cœur était devenu étrange et le sorcier ne supportait pas d'avoir cette chose desséchée en lui. Il essaya de se l'arracher pour l'échanger contre celui de la jeune fille qu'il avait poignardée, mais le cœur refusait de sortir. Il mourut avec la jeune femme, la poitrine ensanglantée.

### Babbitty Lapina et la Souche qui gloussait
C’est l’histoire d’un roi moldu qui voulait être le seul doué de magie dans tout son royaume. Pour ce faire, il devait régler deux problèmes : d’une part capturer et emprisonner tous les sorciers du royaume, et d’autre part apprendre la magie. Il créa une brigade de chasseurs de sorcières et requit un professeur de magie. Seul un charlatan sans aucune capacité magique répondit à son appel. Le charlatan fit ses preuves grâce à quelques tours et commença à demander des bijoux et de l’argent pour continuer son enseignement. Toutefois, Babbitty, la blanchisseuse du roi, rit du roi un jour alors qu’il essayait de faire de la magie à l’aide d’une petite branche ordinaire. Le roi exigea alors du charlatan qu’il l’assiste dans une démonstration publique de magie et le prévint qu’il sera décapité si quelqu’un se mettait à rire. Le charlatan, apercevant peu après Babbitty faire de la magie chez elle, la menaça de la dénoncer si elle ne l’aidait pas. Elle accepta alors de se cacher et de l’assister dans sa démonstration.
Pendant la prestation, le capitaine de la brigade demanda au roi de ramener son chien à la vie. Mais la magie de Babbitty ne permettant pas de réveiller les morts, la foule pensa que les réalisations précédentes n’étaient que des tours de passe-passe. Le charlatan dénonça alors Babbitty et l’accusa de bloquer les sortilèges. Babbitty fuit dans la forêt et disparut à la base d’un vieil arbre. En désespoir de cause, le charlatan affirma qu’elle s’était transformée en pommier sauvage et fit abattre l’arbre.
Tandis que la foule se dispersait, la souche de l’arbre commença à glousser et fit avouer le charlatan. La souche gloussa à nouveau, exigeant que le roi ne fasse plus jamais de mal à aucun sorcier, et qu’il fasse construire une statue à l’effigie de Babbitty sur la souche pour toujours se souvenir de sa bêtise. Le roi accepta et retourna à son palais. Après cela, une grosse lapine avec une baguette entre ses dents sortit d’un trou sous la souche et quitta le royaume.

### Le Conte des trois frères
Le conte raconte l'histoire de trois frères qui arrivèrent au bord d'une rivière trop profonde et dangereuse à traverser. Heureusement, puisqu'ils étaient doués du pouvoir de la magie, ils firent apparaître un pont. Au milieu du pont, ils rencontrèrent une figure voilée, la Mort elle-même. La Mort était en colère que ces hommes puissent traverser sans périr, alors que d'autres courageux étaient tous morts noyés dans les eaux de la rivière. Elle imagina alors un plan machiavélique pour rétablir ce qui lui semblait juste et fit semblant d'être heureuse qu'ils aient survécu, et le leur prouva en leur offrant un cadeau à chacun.
Le plus vieux des frères, combatif, demanda une baguette si puissante, qu'elle ne pourrait jamais perdre, baguette que l'homme méritait pour avoir vaincu la Mort. Alors, la Mort prit une branche d'un sureau et lui tailla la Baguette de Sureau. Le second frère, arrogant, et voulant humilier la Mort encore plus, lui demanda le pouvoir de ramener les morts à la vie. La Mort prit donc une pierre près de la rivière, la lui remit, et affirma qu'il était maintenant en possession de la Pierre de Résurrection. Le plus jeune, humble et rusé, ne faisait aucunement confiance à la Mort, et lui demanda un objet qui lui permettrait de se déplacer sans être vu par elle. La Mort lui donna donc à contrecœur sa propre Cape d'invisibilité. Après, elle s'en alla, et les frères continuèrent leur chemin.
Avec le temps, ils se séparèrent pour vivre chacun leur vie. Le plus vieux des frères provoqua de nombreux duels, qu'il ne perdit jamais. Mais, pour son malheur, il affirma partout bien haut que son pouvoir lui venait de sa baguette imbattable donnée par la Mort elle-même. Fort de cette publicité, une nuit, un sorcier jaloux lui vola la baguette et lui trancha la gorge dans son sommeil. C'est ainsi que la Mort s'abattit sur le premier frère.
Le second frère vivait seul dans sa maison. Il tourna la pierre trois fois dans ses mains et sa belle qui lui était destinée, mais décédée avant le mariage, apparut. Malheureusement, celle-ci appartenait toujours au royaume des morts et elle ne fut qu'une âme en peine dans notre monde. Devenu fou de douleur, le deuxième frère se suicida pour la rejoindre et vivre son amour avec elle. La Mort s'abattit alors sur le deuxième frère.
La Mort chercha longtemps le plus jeune frère, sans jamais le retrouver. Ce n'est qu'au crépuscule de sa vie, alors qu'il légua sa cape à son fils, que le plus jeune frère salua la Mort comme une amie, et qu'il l'accompagna en son royaume pour rejoindre ses deux frères.

## Record
Les Contes de Beedle le Barde est devenu, le 10 décembre 2008, le livre le plus rapidement vendu de l'année : 367 625 exemplaires ont été écoulés durant les trois jours suivant sa sortie.